# Trigonosaurus pricei
Trigonosaurus pricei es la única especie conocida del género extinto Trigonosaurus de dinosaurio saurópodo titanosauriano, que vivió a finales del período Cretácico, hace aproximadamente 75 y 70 millones de años, en el Campaniense y el Maastrichtiense, en lo que hoy es Sudamérica. Encontrado en la mina Caieira, parte del Grupo Bauru cerca Peirópolis, Minas Gerais. Antes de su descripción por Campos, Kellner, Bertini y Santucci en 2005 fue llamado el "titanosaurio de Peirópolis".
El holotipo de Trigonosaurus consiste en las últimas vértebras cervicales, diez dorsales, seis sacras y el ilion izquierdo, MCT 1488-R. El segundo espécimen, paratipo, consiste en 10 vértebras caudales, que se encontraron separadas pero que debido a su morfología similar se cree que pertenecieron al mismo ejemplar, MCT 1719-R. La presencia de este nuevo taxón indica una alta diversidad de titanosáuridos en el Brasil durante el período Cretácico Superior.